# Okenia brunneomaculata
Okenia brunneomaculata Gosliner, 2004 è un mollusco nudibranchio della famiglia Goniodorididae.
L'epiteto specifico deriva dal latino brunneus, di colore bruno, e maculatus, cosparso di macchie.

## Distribuzione e habitat
Si trova al largo di Luzon, nelle Filippine, e delle isole di Bali e di Timor, in Indonesia.